# Campeonato de Italia de Rally
El Campeonato de Italia de Rally, llamado desde 2022 Campionato Italiano Assoluto Rally Sparco, es la competición automovilística más importante a nivel nacional para coches de rally en Italia. Se organiza anualmente desde 1961.
Está organizado por ACI Sport y se compone de una serie de pruebas de rally disputadas en territorio italiano, tanto sobre asfalto como sobre tierra, que otorgan al final de cada temporada el título nacional de la especialidad.

## Palmarés
| Año  | Piloto              | Copiloto           | Marca            | Vehículo                       | Notas    |
| ---- | ------------------- | ------------------ | ---------------- | ------------------------------ | -------- |
| 1961 | Marsaglia           |                    | Fiat             |                                |          |
| 1962 | Cavallari           |                    | Alfa Romeo       |                                |          |
| 1963 | Cavallari           |                    | Alfa Romeo       |                                |          |
| 1964 | Cavallari           |                    | Alfa Romeo       |                                |          |
| 1965 | Martoni             |                    | Fiat             |                                |          |
| 1966 | Cella               |                    | Lancia           | Lancia Fulvia                  |          |
| 1967 | Sandro Munari       |                    | Lancia           | Lancia Fulvia                  |          |
| 1968 | Cavallari           | Salvay             | Lancia           | Lancia Fulvia                  |          |
| 1969 | Sandro Munari       |                    | Lancia           | Lancia Fulvia                  |          |
| 1970 | Paganelli           | Russo              | Fiat             | Fiat 124 Spider                |          |
| 1971 | Barbasio            | Sodano             | Lancia           | Lancia Fulvia                  |          |
| 1972 | Barbasio            | Sodano             | Lancia           | Lancia Fulvia                  |          |
| 1973 | Ballestrieri        | Maiga              | Lancia           | Lancia Fulvia                  |          |
| 1974 | Verini              | Macaluso           | Fiat             | Fiat 124 Spider                |          |
| 1975 | Cambiaghi           |                    | Fiat             | Fiat 124 Spider                |          |
| 1976 | Antonio Fassina     | Mannini            | Lancia           | Lancia Stratos                 |          |
| 1977 | Mario Pregliasco    | Reisoli            | Lancia           | Lancia Stratos                 |          |
| 1978 | Adartico Vudafieri  | Mannini            | Fiat             | Fiat 131 Abarth                |          |
| 1979 | Antonio Fassina     | Mannini            | Lancia           | Lancia Stratos                 |          |
| 1980 | Adartico Vudafieri  |                    | Lancia           | Lancia Stratos                 |          |
| 1981 | Antonio Fassina     | Rudy               | Opel             | Opel Ascona 400                |          |
| 1982 | Antonio Tognana     | De Antoni          | Ferrari - Lancia | Ferrari 308 Lancia Rally 037   |          |
| 1983 | Miki Biasion        | Tiziano Siviero    | Lancia           | Lancia Rally 037               |          |
| 1984 | Fabbri              | Cecchini           | Fiat             | Fiat Ritmo                     |          |
| 1984 | Adartico Vudafieri  |                    | Lancia           | Lancia Rally 037               | Open     |
| 1985 | Fabrizio Tabaton    | Tedeschini         | Lancia           | Lancia Rally 037               |          |
| 1985 | Dario Cerrato       | Cerri              | Lancia           | Lancia Rally 037               | Open     |
| 1986 | Dario Cerrato       | Cerri              | Lancia           | Lancia Delta S4                |          |
| 1986 | Dario Cerrato       | Cerri              | Lancia           | Lancia Delta S4                | Open     |
| 1987 | Rayneri             | Cassina            | Lancia           | Lancia Rally 037               | Absoluto |
| 1987 | Fabrizio Tabaton    | Tedeschini         | Lancia           | Lancia Delta                   | Gr.A     |
| 1988 | Dario Cerrato       | Cerri              | Lancia           | Lancia Delta Integrale         |          |
| 1989 | Dario Cerrato       | Cerri              | Lancia           | Lancia Delta Integrale         |          |
| 1990 | Dario Cerrato       | Cerri              | Lancia           | Lancia Delta Integrale 16v     |          |
| 1991 | Dario Cerrato       | Cerri              | Lancia           | Lancia Delta Integrale 16v     |          |
| 1992 | Piergiorgio Deila   | Scalvini           | Lancia           | Lancia Delta HF Integrale      |          |
| 1993 | Gilberto Pianezzola | Roggia             | Lancia           | Lancia Delta HF Integrale      |          |
| 1994 | Gianfranco Cunico   | Evangelisti        | Ford             | Ford Escort RS Cosworth        |          |
| 1995 | Gianfranco Cunico   | Evangelisti        | Ford             | Ford Escort RS Cosworth        |          |
| 1996 | Gianfranco Cunico   | Scalvini           | Ford             | Ford Escort RS Cosworth        |          |
| 1997 | Andrea Dallavilla   | Danilo Fappani     | Subaru           | Subaru Impreza 555             |          |
| 1998 | Andrea Aghini       | Loris Roggia       | Toyota           | Toyota Corolla                 |          |
| 1999 | Andrea Aghini       | Loris Roggia       | Toyota           | Toyota Corolla                 |          |
| 2000 | Piero Longhi        | Lucio Baggio       | Toyota           | Toyota Corolla                 |          |
| 2001 | Paolo Andreucci     | Alessandro Giusti  | Ford             | Ford Focus WRC                 |          |
| 2002 | Renato Travaglia    | Flavio Zanella     | Peugeot          | Peugeot 206 WRC                |          |
| 2003 | Paolo Andreucci     | Anna Andreussi     | Fiat             | Fiat Punto S1600               |          |
| 2004 | Andrea Navarra      | Simona Fedeli      | Subaru           | Subaru Impreza WRX STI         |          |
| 2005 | Piero Longhi        | Maurizio Imerito   | Subaru           | Subaru Impreza WRX STI         |          |
| 2006 | Paolo Andreucci     | Anna Andreussi     | Fiat             | Fiat Punto Abarth S2000        |          |
| 2007 | Giandomenico Basso  | Mitia Dotta        | Fiat             | Fiat Abarth Grande Punto S2000 |          |
| 2008 | Luca Rossetti       | Matteo Chiarcossi  | Peugeot          | Peugeot 207 S2000              |          |
| 2009 | Paolo Andreucci     | Anna Andreussi     | Peugeot          | Peugeot 207 S2000              |          |
| 2010 | Paolo Andreucci     | Anna Andreussi     | Peugeot          | Peugeot 207 S2000              |          |
| 2011 | Paolo Andreucci     | Anna Andreussi     | Peugeot          | Peugeot 207 S2000              |          |
| 2012 | Paolo Andreucci     | Anna Andreussi     | Peugeot          | Peugeot 207 S2000              |          |
| 2013 | Umberto Scandola    | Guido D'Amore      | Škoda            | Škoda Fabia S2000              |          |
| 2014 | Paolo Andreucci     | Anna Andreussi     | Peugeot          | Peugeot 208 T16                |          |
| 2015 | Paolo Andreucci     | Anna Andreussi     | Peugeot          | Peugeot 208 T16                |          |
| 2016 | Giandomenico Basso  | Lorenzo Granai     | Ford             | Ford Fiesta R5                 |          |
| 2017 | Paolo Andreucci     | Anna Andreussi     | Peugeot          | Peugeot 208 T16                |          |
| 2018 | Paolo Andreucci     | Anna Andreussi     | Peugeot          | Peugeot 208 T16                |          |
| 2019 | Giandomenico Basso  | Lorenzo Granai     | Škoda            | Škoda Fabia R5                 |          |
| 2020 | Andrea Crugnola     | Pietro Elia Ometto | Citroën          | Citroën C3 R5                  |          |
| 2021 | Giandomenico Basso  | Lorenzo Granai     | Škoda            | Škoda Fabia Rally2 evo         |          |
| 2022 | Andrea Crugnola     | Pietro Elia Ometto | Citroën          | Citroën C3 Rally2              |          |
| 2023 | Andrea Crugnola     | Pietro Elia Ometto | Citroën          | Citroën C3 Rally2              |          |